# Акбаров, Эгамназар Муфтиллаевич
Эгамназар Муфтиллаевич Акбаров (узб. Egamnazar Muftillaevich Akbarov; род. 18 июля 1973, Ташкент, Узбекская ССР) — узбекский дзюдоист, выступавший в весовой категории до 73 и до 81 кг. Участник XXVIII Летних Олимпийских игр, призёр Чемпионатов Азии и Азиатских игр, победитель Всемирной Универсиады.

## Карьера
С 1998 года начал выступать на международных соревнованиях. В 1999 году на Чемпионате Азии по дзюдо в Вэньчжоу (Китай) в своей весовой категории завоевал бронзовую медаль. В 2001 году на Летней Универсиаде в Пекине (Китай) в весовой категории до 73 кг в финале одержал победу над корейским дзюдоистом Чой Йонг-син и таким образом стал чемпионом Универсиады. В 2002 году на Летних Азиатских играх в Пусане (Республика Корея) в весовой категории до 73 кг завоевал бронзовую медаль. В 2002 и 2003 году выиграл бронзовые медали на международном турнире в Японии.
В 2003 году на Чемпионате мира по дзюдо в Осаке (Япония) в весовой категории до 73 кг остановился в шаге от бронзовой медали, заняв всего лишь пятое место. В 2004 году на Чемпионате Азии по дзюдо в Алма-Ате (Казахстан) в весовой категории до 73 кг завоевал бронзовую медаль. На Летних Олимпийских играх в Афинах (Греция) в весовой категории до 73 кг в первом раунде проиграл камерунскому дзюдоисту Бернар Мвондо-Этога. На Чемпионате Узбекистана в Чирчике в весовой категории до 81 кг завоевал бронзовую медаль в весовой категории до 81 кг.
В 2006 году на международном турнире в Казахстане завоевал первое место в весовой категории до 81 кг. В 2007 году на Чемпионате Азии по дзюдо в Кувейте завоевал очередную бронзовую медаль в весовой категории до 81 кг. На Чемпионате мира по дзюдо в Рио-де-Жанейро (Бразилия) в весовой категории до 81 кг в 1/32 финала проиграл Кристоф Келлер из Швейцарии. В этом же году завершил спортивную карьеру.